# Le Pas-Saint-l'Homer
Le Pas-Saint-l'Homer est une commune française, située dans le département de l'Orne en région Normandie, peuplée de 128 habitants.

## Géographie
Située dans le Perche sur une ligne de partage des eaux, la commune est traversée par deux ruisseaux : le Livier, qui va rejoindre le bassin de la Seine et la Rivière Sèche (appelée Donnette en aval) qui va alimenter celui de la Loire.
Le territoire s'étend sur un plateau limoneux, charpenté de silex sur sa frange ouest, culminant à 231 m, près de Bourg Neuf.
| Moutiers-au-Perche                      | Les Menus                         | Les Menus                                            |
| Moutiers-au-Perche, La Madeleine-Bouvet | du Pas-Saint-l'Homer              | Fontaine-Simon (Eure-et-Loir), Meaucé (Eure-et-Loir) |
| La Madeleine-Bouvet                     | La Madeleine-Bouvet, Bretoncelles | Meaucé (Eure-et-Loir)                                |

### Hydrographie
La commune est traversée par la ligne de partage des eaux entre les bassins hydrographiques Seine-Normandie et Loire-Bretagne. Elle est drainée par la Donnette, le Livier et le fossé 01 des Grosses Pierres,,.
La Donnette, d'une longueur de 11 km, prend sa source dans la commune  et se jette  dans la Corbionne à Bretoncelles, après avoir traversé cinq communes. 
Le Livier, d'une longueur de 17 km, prend sa source dans la commune du Mage et se jette  dans l'Eure en limite de Belhomert-Guéhouville et de Fontaine-Simon, après avoir traversé huit communes. 

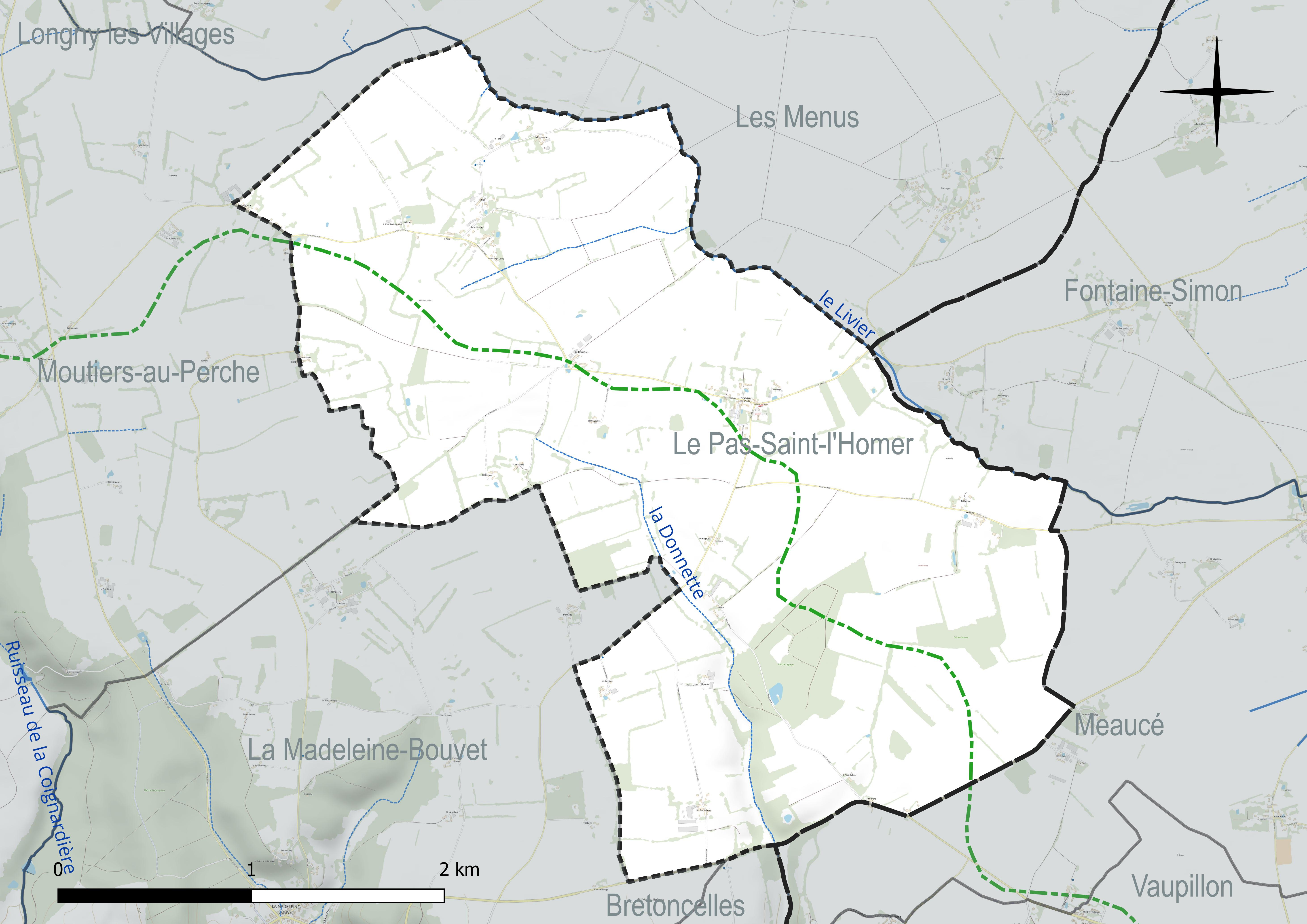
Réseau hydrographique du Pas-Saint-l'Homer.

### Climat
Pour des articles plus généraux, voir Climat de la Normandie et Climat de l'Orne.
En 2010, le climat de la commune est de type climat océanique dégradé des plaines du Centre et du Nord, selon une étude du CNRS s'appuyant sur une série de données couvrant la période 1971-2000. En 2020, Météo-France publie une typologie des climats de la France métropolitaine dans laquelle la commune est exposée à un climat océanique altéré et est dans la région climatique Normandie (Cotentin, Orne), caractérisée par une pluviométrie relativement élevée (850 mm/a) et un été frais (15,5 °C) et venté. Parallèlement le GIEC normand, un groupe régional d’experts sur le climat, différencie quant à lui, dans une étude de 2020, trois grands types de climats pour la région Normandie, nuancés à une échelle plus fine par les facteurs géographiques locaux. La commune est, selon ce zonage, exposée à un « climat contrasté des collines », correspondant au Pays d'Ouche et au Perche et bénéficiant d’un caractère continental affirmé avec des précipitations atténuées et des amplitudes thermiques fortes.
Pour la période 1971-2000, la température annuelle moyenne est de 10,2 °C, avec une amplitude thermique annuelle de 14,7 °C. Le cumul annuel moyen de précipitations est de 744 mm, avec 12 jours de précipitations en janvier et 8 jours en juillet. Pour la période 1991-2020, la température moyenne annuelle observée sur la station météorologique la plus proche, située sur la commune de La Loupe à 7 km à vol d'oiseau, est de 11,0 °C et le cumul annuel moyen de précipitations est de 718,0 mm,. Pour l'avenir, les paramètres climatiques de la commune estimés pour 2050 selon différents scénarios d’émission de gaz à effet de serre sont consultables sur un site dédié publié par Météo-France en novembre 2022.

## Urbanisme

### Typologie
Au 1er janvier 2024, Le Pas-Saint-l'Homer est catégorisée commune rurale à habitat très dispersé, selon la nouvelle grille communale de densité à sept niveaux définie par l'Insee en 2022.
Elle est située hors unité urbaine. Par ailleurs la commune fait partie de l'aire d'attraction de La Loupe, dont elle est une commune de la couronne,. Cette aire, qui regroupe 8 communes, est catégorisée dans les aires de moins de 50 000 habitants,.

### Occupation des sols
L'occupation des sols de la commune, telle qu'elle ressort de la base de données européenne d’occupation biophysique des sols Corine Land Cover (CLC), est marquée par l'importance des territoires agricoles (95,5 % en 2018), une proportion identique à celle de 1990 (95,5 %). La répartition détaillée en 2018 est la suivante : 
terres arables (71,6 %), prairies (24 %), forêts (4,5 %). L'évolution de l’occupation des sols de la commune et de ses infrastructures peut être observée sur les différentes représentations cartographiques du territoire : la carte de Cassini (XVIIIe siècle), la carte d'état-major (1820-1866) et les cartes ou photos aériennes de l'IGN pour la période actuelle (1950 à aujourd'hui).

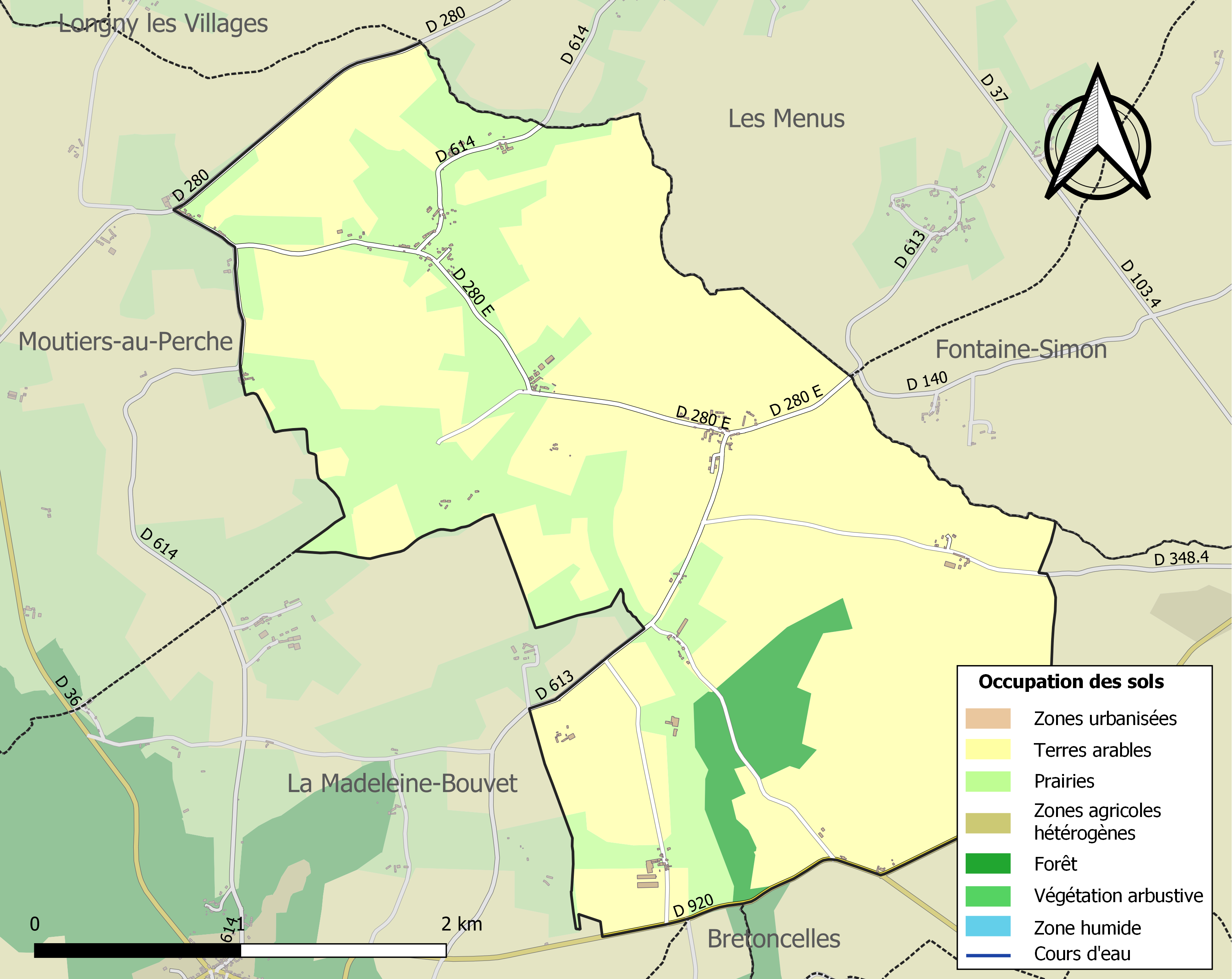
Carte des infrastructures et de l'occupation des sols de la commune en 2018 (CLC).

## Toponymie
Le nom de la localité est attesté sous la forme Passus Sancti Launomari en 1159.
Celui-ci fait directement référence à Laumer, moine évangélisateur du VIe siècle, puisque l'église du village aurait été construite sur l'empreinte de son « pas » (pas au sens de passage). Son vocable a évidemment conservé cette référence historique : l'église Saint-Laumer.
Le gentilé est Lhomérien.

## Histoire
Voie antique passant par les Trois Croix, le Chemin de Chartres, est aussi dénommé « Chemin ferré » en raison de son empierrement avec les « clines », laitier résultant de la fonte des « grisons », utilisés comme minerai de fer.
Enjambant le Livier, le pont de la Bonde rappelle un vaste étang, propriété au XIIIe siècle des moines de Moutiers, et dont le gué de la Couée évoque la queue (« cauda »).
En 1846, Le Pas-Saint-l'Homer absorbe une partie de la commune de Saint-Jean-des-Meurgers à l'est de son territoire, l'autre partie, dont le bourg (dont le toponyme actuel est « Saint-Jean-des-Murgers »), étant absorbée par Meaucé (Eure-et-Loir).

## Politique et administration
| Période                                  | Période   | Identité           | Étiquette | Qualité             |
| ---------------------------------------- | --------- | ------------------ | --------- | ------------------- |
| ?                                        | 1983      | André Mandonnet    |           |                     |
| 1983                                     | mars 2008 | Jean-Marie Coudray |           | Exploitant agricole |
| mars 2008                                | mars 2014 | Annick Mandonnet   | SE        | Agricultrice        |
| mars 2014                                | En cours  | Pascal Coudray     | SE        | Professeur          |
| Les données manquantes sont à compléter. |           |                    |           |                     |

Le conseil municipal est composé de onze membres dont le maire et deux adjoints.

## Démographie
L'évolution du nombre d'habitants est connue à travers les recensements de la population effectués dans la commune depuis 1793. Pour les communes de moins de 10 000 habitants, une enquête de recensement portant sur toute la population est réalisée tous les cinq ans, les populations de référence des années intermédiaires étant quant à elles estimées par interpolation ou extrapolation. Pour la commune, le premier recensement exhaustif entrant dans le cadre du nouveau dispositif a été réalisé en 2007.
En 2022, la commune comptait 128 habitants, en évolution de −7,91 % par rapport à 2016 (Orne : −3,21 %, France hors Mayotte : +2,11 %).
Le Pas-Saint-l'Homer a compté jusqu'à 348 habitants en 1846.
| 1793 | 1800 | 1806 | 1821 | 1836 | 1841 | 1846 | 1851 | 1856 |
| ---- | ---- | ---- | ---- | ---- | ---- | ---- | ---- | ---- |
| 206  | 201  | 206  | 243  | 258  | 272  | 348  | 327  | 330  |

| 1861 | 1866 | 1872 | 1876 | 1881 | 1886 | 1891 | 1896 | 1901 |
| ---- | ---- | ---- | ---- | ---- | ---- | ---- | ---- | ---- |
| 291  | 307  | 263  | 251  | 215  | 230  | 230  | 220  | 218  |

| 1906 | 1911 | 1921 | 1926 | 1931 | 1936 | 1946 | 1954 | 1962 |
| ---- | ---- | ---- | ---- | ---- | ---- | ---- | ---- | ---- |
| 198  | 189  | 166  | 192  | 162  | 155  | 178  | 165  | 155  |

| 1968 | 1975 | 1982 | 1990 | 1999 | 2006 | 2007 | 2012 | 2017 |
| ---- | ---- | ---- | ---- | ---- | ---- | ---- | ---- | ---- |
| 167  | 165  | 140  | 144  | 104  | 114  | 115  | 141  | 133  |

| 2022 | - | - | - | - | - | - | - | - |
| ---- | - | - | - | - | - | - | - | - |
| 128  | - | - | - | - | - | - | - | - |

## Lieux et monuments

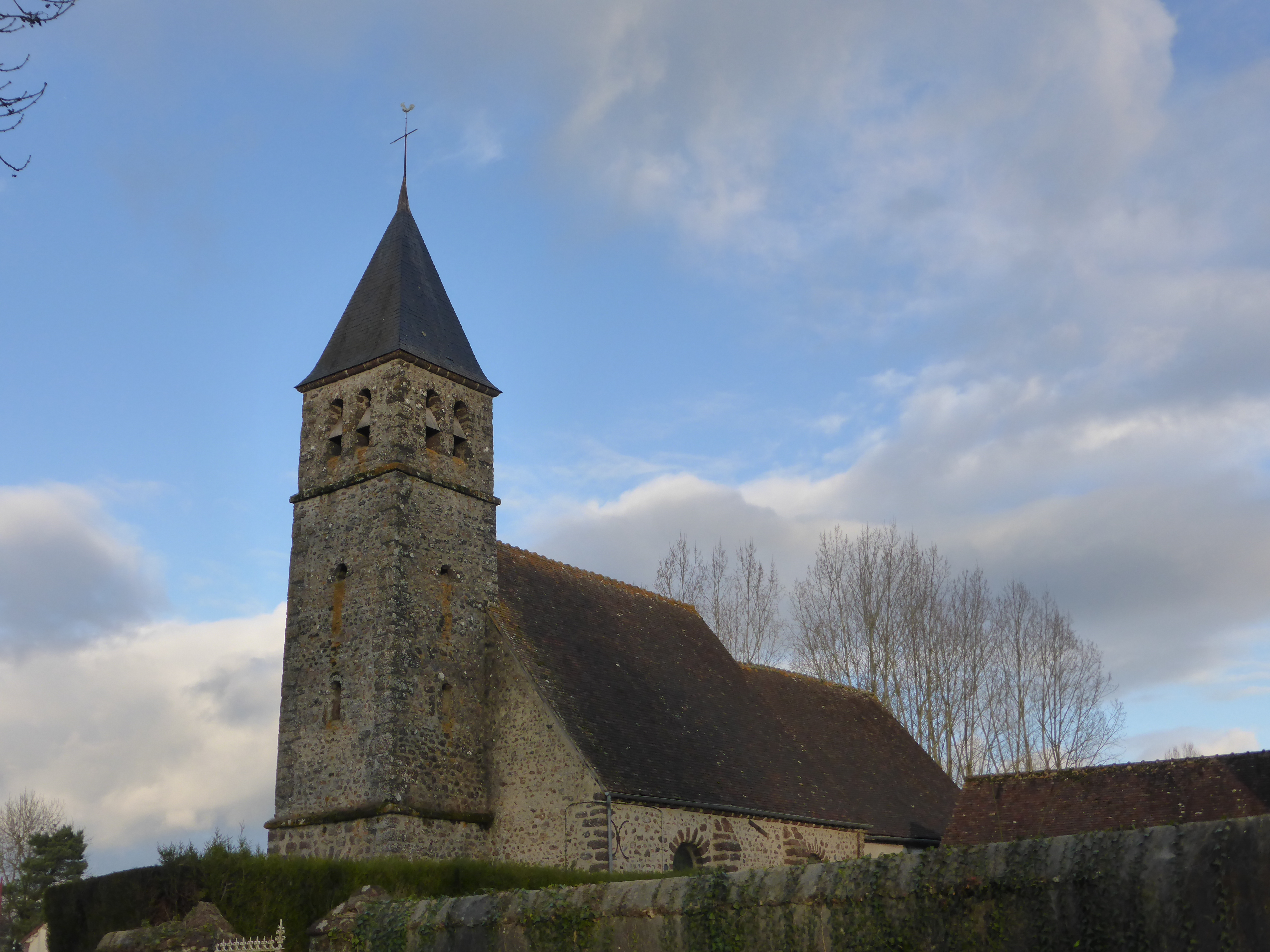
L'église Saint-Laumer.

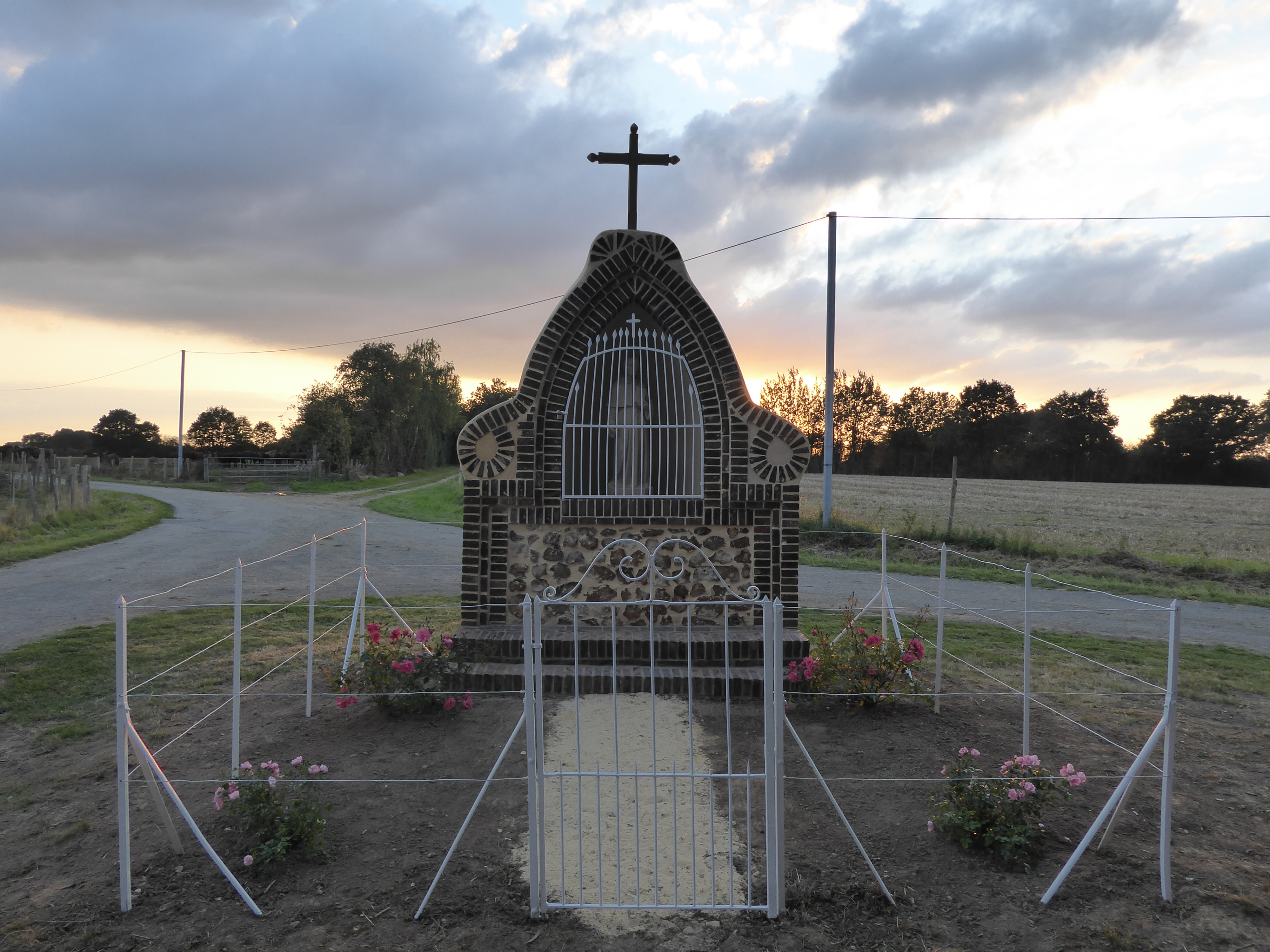
Oratoire de Saint-Laumer.

- Église Saint-Laumer, romane à l'origine, remaniée.
- Oratoire de Saint-Laumer, datant de la fin du XIXe siècle.

## Héraldique
| Blason de Le Pas-Saint-l'Homer | Blason  | D'argent à la jumelle d'azur et à la crosse d'or brochante; à la terrasse de sept rochers de gueules accolés en fasce; au franc-canton senestre d'azur chargé d'un pic et d'une pelle de carrier d'argent passés en sautoir. |
| Blason de Le Pas-Saint-l'Homer | Détails | Le statut officiel du blason reste à déterminer. |